# Картер, Рубин
Ру́бин Ка́ртер (англ. Rubin Carter; 6 мая 1937, Клифтон, Нью-Джерси — 20 апреля 2014, Торонто) — американский боксёр-профессионал, выступавший в средней весовой категории. Почётный чемпион по версии WBC (1993). Введён в Зал славы бокса штата Нью-Джерси.
Получил широкую известность, став жертвой ложного обвинения в тройном убийстве. Прототип фильма «Ураган» с Дензелом Вашингтоном в главной роли.

## Биография

### Ранние годы
Рубин Картер родился 6 мая 1937 года в городе Клифтон, штат Нью-Джерси, был четвёртым из семи детей. В возрасте одиннадцати лет, в результате совершённого нападения на человека, принудительно отправлен в детскую исправительную школу-интернат. В 1954 году сбежал из интерната и добровольцем пошёл служить в армию — в течение нескольких месяцев проходил курс молодого бойца в пехотных войсках в Форт-Джексоне, штат Южная Каролина, после чего по распределению отправился в Западную Германию, где одновременно со службой начал активно заниматься боксом.
В 1956 году уволился из армии и вернулся в Нью-Джерси, участвовал в грабежах и нападениях на людей, несколько раз арестовывался и наказывался лишением свободы, сначала провёл в тюрьме четыре месяца, потом был осуждён на четыре года за нападение и грабёж женщины.

### Профессиональный бокс

Рубин Картер в 1958 году

В сентябре 1961 года, освободившись из тюрьмы, Картер стал профессиональным боксёром. Боксировал, несмотря на достаточно небольшой рост, в среднем весе, вскоре привлёк к себе внимание агрессивной атакующей манерой ведения боя, за что получил прозвище «Ураган». Одержав победу над несколькими крепкими представителями среднего весового дивизиона, в том числе над Флорентино Фернандесом, Холли Мимсом, Гомео Бреннаном и Джорджем Бентоном, заставил специалистов обратить на себя внимание. Так, в июле 1963 года журналом «Ринг» включён в десятку лучших боксёров среднего веса.
Всего в 1963 году Картер провёл шесть поединков, из них выиграл четыре и в двух потерпел поражение. В декабре он неожиданно одержал победу над прошлым и будущим чемпионом мира Эмилем Гриффитом, в первом раунде дважды отправил его в нокдаун, в итоге рефери остановил бой, засчитав технический нокаут. Благодаря этой победе Картер стал третьим в очереди претендентов на титул чемпиона мира, затем выиграл ещё два боя, в том числе взял верх над будущим чемпионом мира среди тяжеловесов Джимми Эллисом.
14 декабря 1964 года Картер вышел на ринг против соотечественника Джои Джарделло, действующего чемпиона мира в среднем весе по версии Всемирной боксёрской ассоциации и Всемирного боксёрского совета. В начале боя выглядел достойно, однако с пятого раунда Джарделло неуклонно наращивал преимущество — в результате их противостояние продлилось все пятнадцать раундов, и судьи единогласно решили оставить чемпионский пояс действующему чемпиону.
После этого неудачного боя карьера Картера стремительно пошла на спад, в частности, в рейтингах «Ринга» он опускался всё ниже и ниже, постепенно сместившись с третьего места на девятое. Говоря конкретно, в 1965 году он провёл девять боёв, выиграв только пять — потерпел поражение от кубинца Луиса Мануэля Родригеса, нигерийца Дика Тайгера и британца Гарри Скотта. Тайгер трижды отправлял его в нокдаун, как позже отмечал сам Картер, «это было тяжелейшее избиение за всю мою жизнь, внутри ринга или за его пределами». Во время поездки в Лондон (ради боя со Скоттом) произошёл неприятный случай — люди вызвали полицию, услышав в его гостиничном номере выстрел из огнестрельного оружия.
В общей сложности в течение пяти лет он провёл на профессиональном уровне 40 боёв, из них 27 окончил победой (в том числе 19 досрочно), 12 раз проиграл, в одном случае была зафиксирована ничья. Впоследствии, в 1993 году ему вручили пояс почётного чемпиона Всемирного боксёрского совета и позже ввели в Зал славы бокса Нью-Джерси.

### Судебное преследование
В 1966 году Картер вместе с поклонником Джоном Артисом, которому Картер дал ключи от своей машины, был обвинён в совершении тройного убийства в баре города Патерсон — в результате, несмотря на противоречия и расхождения в доказательной базе, его признали виновным и приговорили к двум пожизненным срокам.
Находясь в тюрьме, в течение 19 лет он безуспешно пытался обжаловать приговор, написал книгу-автобиографию, где настаивал на своей невиновности.
В итоге он вышел на свободу только в 1985 году, когда федеральный судья окружного суда в округе штата Нью-Джерси постановил, что бывший боксёр в своё время не получил должного судебного разбирательства и все обвинения против него были построены на расизме.
Несправедливое заключение Рубина Картера имело большой резонанс в американском обществе. Например, известный певец Боб Дилан посвятил боксёру песню «Hurricane» и организовал благотворительные концерты в его поддержку.
В 1999 году на экраны вышел художественный фильм «Ураган» с Дензелом Вашингтоном в главной роли.

### Поздние годы
Впоследствии Картер получил канадское гражданство и переехал на постоянное жительство в Торонто.
В период 1993—2005 гг. возглавлял Ассоциацию по защите несправедливо осуждённых, в качестве оратора неоднократно выступал перед студентами в университетах.
В последние годы страдал от рака предстательной железы, умер 20 апреля 2014 года в Торонто.